# Вихретоковый контроль
Вихрето́ковый контро́ль — один из методов неразрушающего контроля изделий из токопроводящих материалов. Основан на анализе взаимодействия внешнего электромагнитного поля с электромагнитным полем вихревых токов, наводимых в объекте контроля этим полем.

## Принцип действия
Вихретоковый метод контроля основан на анализе взаимодействия внешнего электромагнитного поля с электромагнитным полем вихревых токов, наводимых возбуждающей катушкой в электропроводящем объекте контроля (ОК) этим полем. В качестве источника электромагнитного поля чаще всего используется индуктивная катушка (одна или несколько), называемая вихретоковым преобразователем (ВТП).
Синусоидальный (или импульсный) ток, действующий в катушках ВТП, создает электромагнитное поле, которое возбуждает вихревые токи в электромагнитном объекте. Электромагнитное поле вихревых токов воздействует на катушки преобразователя, наводя в них ЭДС или изменяя их полное электрическое сопротивление. Регистрируя напряжение на катушках или их сопротивление, получают информацию о свойствах объекта и о положении преобразователя относительно его. Особенность вихретокового контроля в том, что его можно проводить без контакта преобразователя и объекта. Их взаимодействие происходит на расстояниях, достаточных для свободного движения преобразователя относительно объекта (от долей миллиметров до нескольких миллиметров). Поэтому этими методами можно получать хорошие результаты контроля даже при высоких скоростях движения объектов.

## Применение
- В авиации. Метод вихревых токов используется для контроля конструкций, изготовленных из токопроводящих материалов в воздушных судах:
  1. барабаны колёс
  2. лопасти воздушных винтов
  3. лопатки компрессора и турбины газотурбинных двигателей
  4. силовые элементы планера
- В железнодорожном транспорте вихретоковый контроль применяется для оценки состояния рельсового пути.
- В трубном производстве для контроля прямо-шовного шва труб